# Paul Kingsman
Paul Kingsman (n. 15 iunie 1967, Auckland, Noua Zeelandă) este un înotător ce a reprezentat Noua Zeelandă, medaliat olimpic. A participat la 2 ediții ale Jocurilor Olimpice (1984, 1988) în care a câștigat o medalie de bronz.